# 杜氏雙邊魚
杜氏雙邊魚為輻鰭魚綱鱸形目鱸亞目雙邊魚科的其中一個種，分布於印度西太平洋區，包括模里西斯、南非、塞席爾群島、印度、馬來西亞、安達曼群島、中國、菲律賓、東帝汶、印尼、澳洲的淡水及半鹹水水域，體長可達10公分。